# Ética de la investigación
La ética de la investigación implica la aplicación y el respeto de principios éticos fundamentales en las actividades científicas. Abarca desde la implementación de principios éticos en investigaciones que incluyan la experimentación con seres vivos (tanto animales como humanos), el desarrollo de pautas de respeto hacia los derechos fundamentales de las personas en investigaciones en ciencias sociales, hasta la observancia de los códigos de ética profesional y deontológica en la producción de datos y el desarrollo de investigaciones originales. 
Frecuentemente, las instituciones de investigación y enseñanza superior tienen comités de ética que definen principios y guías de trabajo, supervisan que la implementación de las investigaciones respeten esos principios y guías, y revisan aquellos casos en los que haya sospecha de que ocurrió una violación o infracción a dichos principios. Los comités de ética pueden estar conformados por autoridades de las instituciones superiores, otros investigadores y, en algunos casos, miembros relevantes de las comunidades potencialmente afectadas por las investigaciones (por ejemplo, las comunidades indígenas en ciertas investigaciones). 
Cada campo disciplinar tiene diferentes principios éticos de trabajo según los sujetos involucrados en las investigaciones y el grado de riesgo asociado a la vulneración de sus derechos fundamentales. En el campo de la investigación médica, existen acuerdos internacionales que explicitan las pautas de trabajo para la experimentación con seres humanos, tales como el Código de Núremberg de 1947, la Declaración de Helsinki de 1964, y de manera más reciente, las Pautas éticas internacionales para la investigación relacionada con la salud en seres humanos de la Organización Mundial de la Salud.En el campo de las ciencias sociales, son fundamentales los principios para respetar cuestiones como la confidencialidad, la confianza y el consentimiento en el marco de observaciones e investigaciones que involucren personas o grupos de personas.
Los escándalos internacionales en materia de investigación como la experimentación nazi en seres humanos y el experimento Tuskegee sobre sífilis llevaron al desarrollo de medidas que previnieran daños no justificados y/o garantizaran la seguridad de las personas, los animales y el ambiente en los experimentos científicos. Aunque no existen normas internacionales que regulen la ética de la investigación, existen tratados internacionales en ciertos campos (como la medicina) y buenas prácticas, como el establecimiento de comités de ética, que buscan garantizar que las investigaciones sean realizadas de manera responsable.
El principio de la ética de la investigación es que quienes investigan se comprometen a dispensar un trato humanitario a los seres vivos a los que están estudiando. Además, se comprometen a contribuir honestamente al desarrollo de su campo profesional y a informar a la sociedad de manera responsable sobre sus descubrimientos, así como a formar a futuras generaciones de profesionales para que asuman los mismos compromisos éticos que sus predecesores.

## Principios
La iniciativa de la investigación académica está construida sobre una base de confianza. Los investigadores confían en que los resultados informados por otros son sensatos. La sociedad confía en que los resultados de la investigación reflejan un intento honesto por parte de los científicos y otros investigadores de describir el mundo de forma precisa y sin prejuicios. Pero esta confianza va a perdurar sólo si la comunidad científica se dedica a ejemplificar y a transmitir los valores asociados a la conducta de la ética de investigación.
Desde el punto de vista de las publicaciones de investigaciones, una serie de cuestiones clave incluyen y no se limitan a:
- La honestidad. La honestidad y la integridad son un deber de cada autor y persona, revisor experto y miembro de la editorial de la revista del consejo.
- El proceso de revisión. El proceso de revisión por pares contribuye al control de calidad y es un paso esencial para determinar la situación y la originalidad de la investigación.[4]
- Las normas éticas. Recientes editoriales de revistas muestran algunas experiencias de actividades inmorales.[5][6]
- La autoría. ¿Quién puede reclamar el derecho de autor? ¿En qué orden deberían estar los autores en la lista?

### Principios de la ética de investigación en seres humanos
La ética de la investigación en seres humanos hace referencia a tres principios fundamentales que son el apoyo de las pautas que sistematizan la investigación.
Estos son:
- Respeto por las personas
- Beneficencia
- Justicia

Son principios universales que manifiestan los límites culturales, geográficos y económicos. El investigador se ve obligado a que estos principios se cumplan cuando se lleve a cabo una investigación en seres humanos.

#### Respeto por las personas
Distingue los derechos de todas las personas de llevar a cabo decisiones por sí mismas. Hace referencia al respeto de la libertad y la independencia de los seres humanos a través de la aceptación de sus derechos.
Este principio concentra su relevancia en la necesidad de brindar amparo al grupo de personas vulnerables, que sean objeto de un proceso de investigación. Son ejemplo de grupos vulnerables: los prisioneros, los niños, las mujeres, personas con un nivel de educación bajo, los pobres entre otros.
En el proceso de investigación, el respeto por las personas es expresado en la hoja de consentimiento informado, este permite que la persona objeto de la investigación tenga la facultad de decidir de manera voluntaria y con la información precisa su participación en la investigación. Los participantes de la investigación deben percibir completamente los elementos del consentimiento informado.

#### Beneficencia
También conocida como principio de no-maleficencia. El investigador es el responsable de la salud del participante en la investigación.  Los riesgos deben ser minimizados y los beneficios maximizados para el participante de la investigación, al igual que la importancia del estudio para el avance de conocimiento y ciencia. Los riesgos siempre deben mantenerse al margen, pues proteger al participante es la responsabilidad fundamental de un investigador. La protección es más esencial que: el interés profesional, el interés personal, la indagación de conocimiento, el beneficio científico.

#### Justicia
Al constituirse como un valor en la sociedad, el investigador tiene como obligación equilibrar los beneficios y los riesgos en la participación de una investigación. Deben analizarse los principios y las consecuencias de los actos del investigador. La selección de participantes debe llevarse a cabo de manera homogénea, el principio de justicia restringe exponer a los participantes a situaciones de riesgo con la finalidad de beneficiar a otra persona. De la misma forma, que el principio de respeto, existe la obligación de resguardar los derechos de los grupos vulnerables.

## Por campos disciplinares

### Medicina
La ética de la investigación en un contexto médico está dominada por el principialismo. La investigación médica que involucra la experimentación humana es supervisada por un comité de ética, en la mayoría de los países que trabajan en virtud de la legislación basada en la Declaración de Helsinki y sus posteriores revisiones.

#### Ensayos clínicos
Los criterios éticos son indispensables dentro de todo ensayo clínico. Los participantes deben estar informados y dar su consentimiento informado cuando son incluidos dentro de un ensayo. Los pacientes deben estar advertidos de los eventuales riesgos de una forma exhaustiva. Los ensayos clínicos deben pasar por un comité de ética. Este comité verificará el interés científico y médico del estudio, la relación riesgo/beneficio, la conformidad con las buenas prácticas metodológicas sobre todo a las que conciernen al promotor y al investigador principal del estudio y la presencia de un seguro que permita indemnizar a los participantes en el estudio en caso de daño. Las relaciones financieras entre los investigadores y los promotores del estudio, cuando existan deben ser anunciadas. Los conflictos de intereses deben ser evitados.
Ezekiel Emanuel refiere siete requisitos que deben guiar la evaluación del marco ético de las propuestas de investigaciones clínicas: valor, validez científica, selección equitativa del sujeto, proporción favorable de riesgo-beneficio, evaluación independiente, consentimiento informado y respeto a los sujetos inscritos.[cita requerida] Estos requisitos especiales se hacen necesarios porque los sujetos de investigación pasan a ser el medio por el cual se obtiene el conocimiento y en esta condición, los sujetos pueden ser explotados al exponerlos al riesgo de ser perjudicado en pos del bien de otros. En este contexto, estos requisitos reducen al mínimo el riesgo de explotación y les asegura ser tratados con respeto.

### Ciencias sociales
Hay muchos asuntos éticos que deben ser tomados en consideración para la investigación. Los sociólogos necesitan ser conscientes de la responsabilidad de asegurar los permisos e intereses reales de todos aquellos involucrados en el estudio. No deben usar incorrectamente la información descubierta, y tendría que haber una cierta responsabilidad moral mantenida hacia los participantes. Hay un deber de proteger los derechos de las personas en el estudio, así también como su privacidad y sensibilidad. La confidencialidad de aquellos implicados en la observación tiene que ser llevada a cabo, manteniendo seguros su anonimato y su privacidad. Toda esta ética tiene que ser honrada, a no ser que haya otras razones primordiales para no hacerlo - por ejemplo, cualquier actividad ilegal o terrorista.
La ética de la investigación es completamente diferente en los tipos de comunidades educativas. Cada comunidad tiene su propio conjunto de valores morales. En Antropología la ética de la investigación fue formada para proteger a aquellos que están siendo investigados y para proteger al investigador de temas o sucesos que pueden ser peligrosos o que puedan hacer que cualquiera de las partes se sienta incómoda. Es una guía ampliamente observada que los antropólogos usan, especialmente cuando se hace trabajo de campo etnográfico.
Los informantes de la investigación que participan en entrevistas individuales o grupales, así como en trabajo de campo etnográfico, a menudo son obligados a firmar un formulario de consentimiento que describe la naturaleza del proyecto. Los informantes son típicamente anónimos y se refiere a ellos con el uso de seudónimos. Sin embargo, hay un creciente reconocimiento de que estas medidas formales son insuficientes y no necesariamente garantizan un proyecto de investigación "ético". La investigación con personas, por lo tanto, no debería ser basada solamente en conceptos dominantes y descontextualizados de la ética, sino que debe ser negociada de forma instintiva y a través del diálogo con los participantes como una manera de abarcar los conceptos locales y globales de la ética de la investigación.

## Comités de ética
En Canadá, hay diferentes tipos de consejos de la ética de la investigación que aprueban las solicitudes de proyectos de investigación. El documento más común que las Universidades Canadienses siguen es la Declaración Tripartita de Principios. Sin embargo, hay otros tipos de documentos orientados hacia diferentes aspectos de la educación, tales como: la biología, las prácticas clínicas, la biotécnica e incluso la investigación con células madre. El Consejo Tripartito es en realidad el más importante organismo de subvención gubernamental en Canadá. Si uno va a realizar una investigación en Canadá y debe solicitar fondos, su proyecto tendría que ser aprobado por el Consejo Tripartito.

## Casos controversiales
A partir de la década de 1950 hasta la década de 1960, Chester M. Southam inyectó células de cáncer HeLa en pacientes con cáncer, personas sanas, y reclusos de la prisión en la Penitenciaria de Ohio. Estos experimentos fueron especialmente controversiales debido a que muchos de los sujetos de Southam no dieron consentimiento informado para las inyecciones. A pesar de que los reclusos eran conscientes de que estaban siendo inyectados con células de cáncer, los pacientes de edad avanzada en el Hospital Judío de Enfermedades Crónicas y los pacientes con cáncer no. Como resultado de estos experimentos, la Junta de Regentes de la Universidad Estatal de Nueva York decidió suspender la licencia médica de Southam por un año, sin embargo, en lugar de eso tuvo un año de libertad condicional. Southam más tarde se convirtió en el presidente de la Asociación Americana para la Investigación del Cáncer.